# Batalha de Fidência (82 a.C.)
A Batalha de Fidência foi travada em setembro de 82 a.C. em Fidência durante a Segunda Guerra Civil de Sula. Se enfrentaram as forças dos optimates, lideradas por Marco Terêncio Varrão Lúculo, e os [[populares comandados por Lúcio Quíncio. Mais uma vez, a vitória coube aos optimates.

## Contexto
No começo de setembro, o general optimate Quinto Cecílio Metelo Pio enviou Marco Terêncio Varrão Lúculo, irmão mais novo de Lúcio Licínio Lúculo, à frente de duas legiões para criar um segundo front contra os populares em Placência. Metelo permaneceu em Favência com quatro legiões esperando a chegada do exército de Caio Norbano Balbo, que vinha da Gália Cisalpina. Balbo foi derrotado na Batalha de Favência ainda no início de setembro.

## Batalha
Depois de saber desta vitória, Terêncio imediatamente atacou o acampamento de Lúcio Quíncio, o segundo-em-comando de Norbano Balbo, que comandava cinco legiões. Apesar da desvantagem numérica, as tropas de Terêncio lutaram bravamente e conseguiram a vitória, tomando inclusive o acampamento popular. Quíncio perdeu cerca de 18 000 homens enquanto que Terêncio sofreu apenas perdas marginais.

## Consequências
Depois desta batalha, a ameaça dos populares no norte da Itália foi praticamente erradicada. No sul, Sula obteria logo depois a vitória decisiva para a causa dos optimates na Batalha da Porta Colina.